# Держко Олег Володимирович
Держко Олег Володимирович — завідувач відділу теорії модельних спінових систем.

## Біографія
Олег Володимирович Держко народився у 1960 році у Львові. У 1982 р. закінчив фізичний факультет Львівського державного університету ім. Івана Франка. У 1988 р. захистив кандидатську дисертацію «Статистична теорія частково збуджених систем», у 2004 р. — докторську дисертацію «Ефекти анізотропії, регулярної неоднорідності і випадкового безладу у низьковимірних спінових моделях». Область наукових інтересів — теорія конденсованих систем.

## Тематика наукових досліджень
- Теорія сегнетоелектриків із водневими зв'язками: фазові переходи і фізичні властивості, вплив зовнішніх полів
- моделювання динаміки ґратки у складних сегнетоелектричних кристалах, розвиток аналітичних і чисельних методів у теорії класичних і квантових спінових моделей; врахування різних типів взаємодій і безладу; теорія спінового (протонного) скла; застосування у теорії сегнетоелектриків
- теорія рідкокристалічних систем: аналітичні і числові методи.

## Об'єкти досліджень
Сегнетоелектрика, низьковимірні квантові спінові моделі, сильноскорельовані системи на геометрично фрустрованих ґратках.

## Наукова праця
Встановлені і підтримуються  наукові контакти з вченими Львівського національного університету імені Івана Франка (група проф. М. О. Романюка і проф. А. С. Волошиновського); Національного університету «Львівська політехніка» (доц. І. Р. Зачек); Ужгородського національного університету (група проф. О. Г. Сливки); Магдебурзького університету (Німеччина, група проф. Й.Ріхтера); Дортмундського університету (Німеччина, проф. Й.Штольце); Університету Британської Колумбії (Ванкувер, Канада, проф. Г. Н. Пейті); Інституту молекулярної фізики

## Педагогічна діяльність
О. В. Держко читав лекції на кафедрі фізики конденсованих систем і кафедрі теоретичної фізики Львівського національного університету імені Івана Франка, а також у Національному університеті «Львівська політехніка». За останні 10 років у відділі захищено 5 кандидатських дисертацій (Р. О. Соколовський, А. П. Моїна, Т. М. Верхоляк, О. Р. Баран, О. В. Забуранний, Б. М. Лісний) та 1 докторську (О. В. Держко).